# Indigofera dimidiata
Indigofera dimidiata är en ärtväxtart som beskrevs av Wilhelm Gerhard Walpers. Indigofera dimidiata ingår i släktet indigosläktet, och familjen ärtväxter. Inga underarter finns listade i Catalogue of Life.